# A mangán izotópjai
A természetes mangán (Mn) 1 stabil izotópból, 55Mn-ből áll. 18 radioizotópja ismert, melyek közül a legstabilabb a 3,7 millió év felezési idejű 53Mn, a 312,3 nap felezési idejű 54Mn és a 52Mn, melynek felezési ideje 5,591 nap. A többi radioaktív izotóp felezési ideje 3 óránál kevesebb, a többségé 1 percnél is rövidebb. A mangánnak 3 metastabil állapota van.
A mangán a vascsoport elemei közé tartozik, amelyek mai elképzelésünk szerint nagy csillagokban keletkeznek röviddel a szupernóva-robbanás előtt. A 53Mn 3,7 millió év felezési idővel 53Cr-má bomlik. A mangán izotóp tartalom jellemzően kapcsolatban van a króm izotópok mennyiségével, ezt az izotópgeológia és a radiometrikus kormeghatározás használja fel. A Mn-Cr izotóp arányok megerősítik a Naprendszer történetének korai szakaszának 26Al és107Pd bizonyítékait. Több meteoritban a 53Cr/52Cr és Mn/Cr arányok eltérései egy kezdeti 53Mn/55Mn arányra engednek következtetni, ami alapján a Mn-Cr izotópok rendszerességének a 53Mn-nak a differenciálódott planetáris testekben helyben történő elbomlásából kell következnie. Így a 53Mn további bizonyítékot szolgáltat a nukleoszintézis folyamatára, amely közvetlenül a Naprendszer összetömörödése előtt ment végbe.
A mangánizotópok atomtömege 46 és 65 u közé esik (46Mn-tól 65Mn-ig). A stabil izotópnál (55Mn) könnyebbek esetén a fő bomlási mód az elektronbefogás, míg a nehezebbek elsősorban béta-bomlók.

Standard atomtömeg: 54,938045(5) u

## Táblázat
| Az izotóp jele | Z(p)                | N(n)                | Az izotóp tömege (u) | felezési idő   | magspin | jellemző izotóp- összetétel (móltört) | természetes ingadozás (móltört) |
| Az izotóp jele | gerjesztési energia | gerjesztési energia | gerjesztési energia  | felezési idő   | magspin | jellemző izotóp- összetétel (móltört) | természetes ingadozás (móltört) |
| -------------- | ------------------- | ------------------- | -------------------- | -------------- | ------- | ------------------------------------- | ------------------------------- |
| 44Mn           | 25                  | 19                  | 44,00687(54)#        | <105 ns        | (2−)#   |                                       |                                 |
| 45Mn           | 25                  | 20                  | 44,99451(32)#        | <70 ns         | (7/2−)# |                                       |                                 |
| 46Mn           | 25                  | 21                  | 45,98672(12)#        | 37(3) ms       | (4+)    |                                       |                                 |
| 46mMn          | 150(100)# keV       | 150(100)# keV       | 150(100)# keV        | 1# ms          | 1−#     |                                       |                                 |
| 47Mn           | 25                  | 22                  | 46,97610(17)#        | 100(50) ms     | 5/2−#   |                                       |                                 |
| 48Mn           | 25                  | 23                  | 47,96852(12)         | 158,1(22) ms   | 4+      |                                       |                                 |
| 49Mn           | 25                  | 24                  | 48,959618(26)        | 382(7) ms      | 5/2−    |                                       |                                 |
| 50Mn           | 25                  | 25                  | 49,9542382(11)       | 283,29(8) ms   | 0+      |                                       |                                 |
| 50mMn          | 229(7) keV          | 229(7) keV          | 229(7) keV           | 1,75(3) perc   | 5+      |                                       |                                 |
| 51Mn           | 25                  | 26                  | 50,9482108(11)       | 46,2(1) perc   | 5/2−    |                                       |                                 |
| 52Mn           | 25                  | 27                  | 51,9455655(21)       | 5,591(3) nap   | 6+      |                                       |                                 |
| 52mMn          | 377,749(5) keV      | 377,749(5) keV      | 377,749(5) keV       | 21,1(2) perc   | 2+      |                                       |                                 |
| 53Mn           | 25                  | 28                  | 52,9412901(9)        | 3,74(4)·106 év | 7/2−    |                                       |                                 |
| 54Mn           | 25                  | 29                  | 53,9403589(14)       | 312,03(3) nap  | 3+      |                                       |                                 |
| 55Mn           | 25                  | 30                  | 54,9380451(7)        | STABIL         | 5/2−    | 1,0000                                |                                 |
| 56Mn           | 25                  | 31                  | 55,9389049(7)        | 2,5789(1) óra  | 3+      |                                       |                                 |
| 57Mn           | 25                  | 32                  | 56,9382854(20)       | 85,4(18) s     | 5/2−    |                                       |                                 |
| 58Mn           | 25                  | 33                  | 57,93998(3)          | 3,0(1) s       | 1+      |                                       |                                 |
| 58mMn          | 71,78(5) keV        | 71,78(5) keV        | 71,78(5) keV         | 65,2(5) s      | (4)+    |                                       |                                 |
| 59Mn           | 25                  | 34                  | 58,94044(3)          | 4,59(5) s      | (5/2)−  |                                       |                                 |
| 60Mn           | 25                  | 35                  | 59,94291(9)          | 51(6) s        | 0+      |                                       |                                 |
| 60mMn          | 271,90(10) keV      | 271,90(10) keV      | 271,90(10) keV       | 1,77(2) s      | 3+      |                                       |                                 |
| 61Mn           | 25                  | 36                  | 60,94465(24)         | 0,67(4) s      | (5/2)−  |                                       |                                 |
| 62Mn           | 25                  | 37                  | 61,94843(24)         | 671(5) ms      | (3+)    |                                       |                                 |
| 62mMn          | 0(150)# keV         | 0(150)# keV         | 0(150)# keV          | 92(13) ms      | (1+)    |                                       |                                 |
| 63Mn           | 25                  | 38                  | 62,95024(28)         | 275(4) ms      | 5/2−#   |                                       |                                 |
| 64Mn           | 25                  | 39                  | 63,95425(29)         | 88,8(25) ms    | (1+)    |                                       |                                 |
| 64mMn          | 135(3) keV          | 135(3) keV          | 135(3) keV           | >100 µs        |         |                                       |                                 |
| 65Mn           | 25                  | 40                  | 64,95634(58)         | 92(1) ms       | 5/2−#   |                                       |                                 |
| 66Mn           | 25                  | 41                  | 65,96108(43)#        | 64,4(18) ms    |         |                                       |                                 |
| 67Mn           | 25                  | 42                  | 66,96414(54)#        | 45(3) ms       | 5/2−#   |                                       |                                 |
| 68Mn           | 25                  | 43                  | 67,96930(64)#        | 28(4) ms       |         |                                       |                                 |
| 69Mn           | 25                  | 44                  | 68,97284(86)#        | 14(4) ms       | 5/2−#   |                                       |                                 |

## Fordítás
- Ez a szócikk részben vagy egészben az Isotopes of manganese című angol Wikipédia-szócikk ezen változatának fordításán alapul.  Az eredeti cikk szerkesztőit annak laptörténete sorolja fel. Ez a jelzés csupán a megfogalmazás eredetét és a szerzői jogokat jelzi, nem szolgál a cikkben szereplő információk forrásmegjelöléseként.

## Külső hivatkozások
- Izotóptömegek: Ame2003 Atomic Mass Evaluation by G. Audi, A.H. Wapstra, C. Thibaultbault, J. Blachot and O. Bersillon in Nuclear Physics A729 (2003).
- Izotópösszetétel és standard atomtömegek: Atomic weights of tweights of the elements. Review 2000 (IUPAC Technical Report). Pure Appl. Chem. Vol. 75, No. 6, pp. 683–800, (2003) and Atomic Weights Revised (2005) Archiválva 2008. március 5-i dátummal a Wayback Machine-ben.
- A felezési időkre, a spinekre és az izomer adatokra vonatkozó információk az alábbi forrásokból származnak:
  - Audi, Bersillon, Blachot, Wapstra. The Nubase2003 evaluation of nuclear and decay properties Archiválva 2011. július 16-i dátummal a Wayback Machine-ben, Nuc. Phys. A 729, pp. 3–128 (2003).
  - National Nuclear Data Center, Brookhaven National Laboratory. Information extracted from the NuDat 2,1 database (Hozzáférés ideje: Sept. 2005).
  - David R. Lide (ed.), Norman E. Holden in CRC Handbook of Chemistry and Physics, 85th Edition, online version. CRC Press. Boca Raton, Florida (2005). Section 11, Table of the Isotopes.

| A króm izotópjai | A mangán izotópjai | A vas izotópjai |
| Izotópok listája |                    |                 |